# Here Comes the Sun
Pistes de Love
Lady Madonna Come Together
Pistes de Abbey Road
I Want You (She's So Heavy) Because
Here Comes the Sun est une chanson des Beatles. Elle a été écrite par George Harrison et ouvre la face B du 33 tours original de l’album Abbey Road sorti en 1969. 
Il s'agit d'une de ses compositions les plus connues au sein des Beatles. Harrison écrit la chanson au début de l'année 1969 dans la maison de campagne de son ami Eric Clapton, où il se trouve après avoir décidé d'échapper à une réunion d'affaires d'Apple Corps. Les paroles de la chanson reflètent son soulagement à l'arrivée du printemps et le répit temporaire qu'il s'accorde loin des affaires du groupe. En septembre 2019, c'est la chanson des Beatles et des années 1960 la plus diffusée en streaming au Royaume-Uni, avec plus de 50 millions d'écoutes. 
Les Beatles enregistrent Here Comes the Sun aux studios EMI de Londres à l'été 1969. Mené par la guitare acoustique de Harrison, le morceau est parsemé de notes d'un synthétiseur Moog, qu'il a introduit dans le son du groupe pour cet album, après avoir acquis un premier modèle de l'instrument chez son concepteur en Californie. Reflétant l'influence continue de la musique classique indienne sur l'écriture de Harrison, la composition comprend plusieurs changements de signature rythmique. 
Here Comes the Sun a été particulièrement bien reçu par le public et la critique. Avec son autre contribution à Abbey Road, Something, Harrison gagne la reconnaissance en tant qu'auteur-compositeur qui avait été auparavant réservée à ses camarades John Lennon et Paul McCartney. Harrison joue la chanson lors de plusieurs de ses concerts, en tant qu'artiste solo, notamment au Concert pour le Bangladesh en 1971 et, avec Paul Simon, lors de son apparition au Saturday Night Live en 1976. Richie Havens ainsi que  Steve Harley and Cockney Rebel ont rencontré le succès avec leurs reprises sur single de Here Comes the Sun dans les années 1970. Nina Simone, George Benson, Booker T. & the M.G.'s, Peter Tosh et Joe Brown sont parmi les nombreux autres artistes qui ont repris la chanson.

## Historique

### Composition

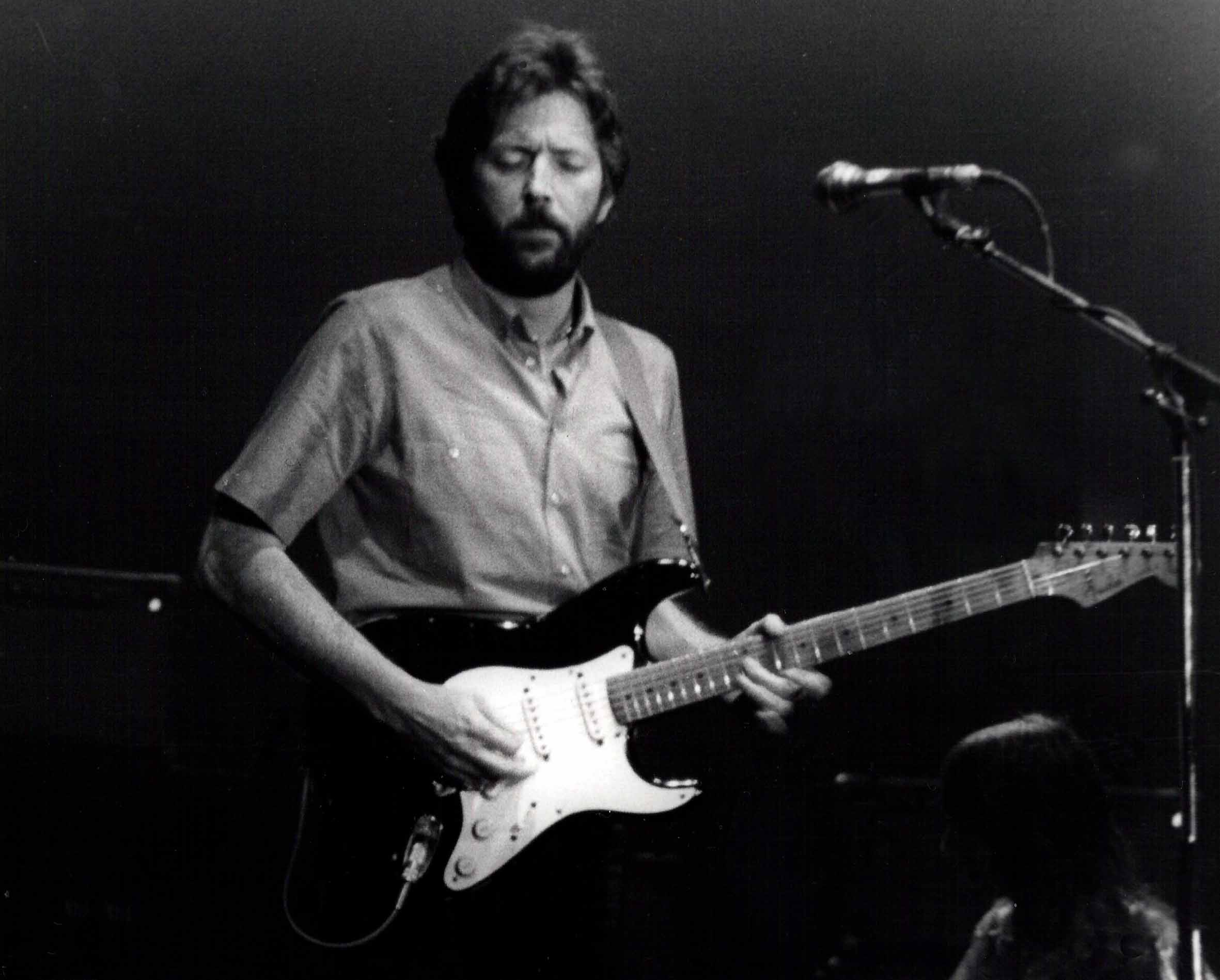
Here Comes the Sun est composée par George Harrison chez son ami Eric Clapton.

En 1969, les Beatles connaissent une période de plus en plus tendue. En raison des difficultés connues par Apple Corps, le groupe a fait appel à un nouveau manager, Allen Klein, ce qui est une source de nouveaux désaccords. Paul McCartney aurait en effet installé son beau-père Lee Eastman à ce poste, ce qu'a refusé John Lennon, qui a ensuite rallié les deux autres membres du groupe à son parti. S'ensuivent des coupes budgétaires, des décisions maladroites qui poussent Lennon à déclarer : « nous pourrions tous être ruinés dans six mois », et des disputes nombreuses. George Harrison se désespère de cet état de fait. Il décrit ainsi la contexte de la chanson : « […] elle a été écrite à une époque où Apple devenait comme l'école, où il fallait aller et se comporter en hommes d'affaires. »
De cette tension nait un désir d'évasion, que George Harrison satisfait un après-midi de printemps en se rendant chez son ami, le guitariste Eric Clapton. Ce n'est pas la première fois que Clapton joue un tel rôle : durant l'enregistrement tendu de l'« album blanc », il participe aux séances de la chanson While My Guitar Gently Weeps, détendant provisoirement l'atmosphère. C'est donc en se promenant dans le jardin de Clapton sous le ciel ensoleillé avec une guitare acoustique empruntée à son hôte que Harrison esquisse sa nouvelle chanson.
Exploitant le thème météorologique, la chanson revient sur la joie de voir arriver le soleil après un « long hiver froid et solitaire », tandis que « la glace fond lentement ». C'est une métaphore pour exprimer la joie de Harrison lors de ce moment libérateur. Il décrit d'ailleurs la chanson comme « une véritable libération. La chanson est venue toute seule ». D'un point de vue musical, comme une ancienne composition de George Harrison, If I Needed Someone, la chanson utilise un riff basique semblable à ceux de The Bells of Rhimney (en) ou des chansons des Byrds,.

### Enregistrement
Les sessions d’enregistrement ont eu lieu les 7 et 8 juillet et les 6, 15 et 19 août 1969 dans les studios Abbey Road. Comme sur d’autres titres du même album, George Harrison y joue notamment d’un tout nouvel instrument, le synthétiseur analogique Moog. Paul McCartney est aux chœurs et à la basse. Ringo Starr est à la batterie. Tous tapent des mains. Seul John Lennon n’a pas contribué à la chanson : il se remettait d’un accident de voiture au moment de son enregistrement. Un orchestre dirigé par George Martin joue l’arrangement pour violon alto, violoncelle, contrebasse, flûtes piccolo et alto, et clarinette.
Un solo de guitare électrique est enregistré sur la bande maîtresse mais n'est pas inclus sur le mixage final de la chanson. La « découverte » a été faite par Dhani Harrison, George et Giles Martin durant le tournage du documentaire George Harrison: Living in the Material World du cinéaste Martin Scorsese et placé dans le DVD bonus de l'édition Deluxe du film,.

### Parution
Cette chanson ouvre la deuxième face de l'album Abbey Road et apparait aussi dans la compilation des meilleurs succès The Beatles 1967–1970. En mai 2023, elle est la première chanson du groupe, et également la première chanson publiée durant les années 1960, à atteindre le milliardième téléchargement sur Spotify, générant environ 4,37 millions $US, devenant la 406e chanson à atteindre ce plateau. On lui évalue à environ 630 500 de flux journaliers. Le 8 avril 2024, la journée d'une éclipse solaire en Amérique du Nord, plus de mille copies sont achetées de la chanson, ce qui l'a placée à la 11e position du Rock Digital Song Sales de Billboard. Du même coup, elle a été streamée plus de 656,000 fois.

## Personnel
Selon Ian MacDonald (en), les musiciens impliqués sur l'enregistrement des Beatles sont les suivants :
Les Beatles
- George Harrison - chant, chœurs, guitare acoustique, harmonium, synthétiseur Moog, claquements de mains
- Paul McCartney - chœurs, basse, claquements de mains
- Ringo Starr – batterie, claquements de mains

Musiciens supplémentaires
- Non crédités - quatre altos, quatre violoncelles, une contrebasse, deux piccolos, deux flûtes traversières, deux flûtes alto, deux clarinettes
- George Martin - arrangement et direction d'orchestre.

## Reprises et postérité
Cette chanson a été reprise par de nombreux artistes. George Harrison l’a chantée en duo avec Paul Simon lors d'une émission Saturday Night Live. Elle a été reprise notamment par :
- George Benson, couplée avec I Want You (She's So Heavy) sur l'album The Other Side of Abbey Road (1969) ;
- Nina Simone sur Here Comes The Sun (1971) ;
- Richie Havens sur Alarm Clock (1972) ;
- Sergio Mendes sur Sergio Mendes (1975) ;
- Steve Harley and Cockney Rebel en single en (1976) ;
- Womack & Womack sur Radio M.U.S.C. Man (1980) ;
- Peter Tosh ;
- The Runaways sur Flaming Schoolgirls (1980);
- Bon Jovi ;
- Bill Laswell ;
- Belle and Sebastian ;
- Lou Rawls sur Seasons 4 U (1998) ;
- John Pizzarelli sur Meets the Beatles (1998) ;
- George Martin avec John Williams sur l'album In My Life (1998) ;
- Ben Harper ;
- Dionysos ;
- Sheryl Crow ;
- Travis en face B du single Flowers in the Window (2002) ;
- Jewel ;
- Coldplay ;
- Colbie Caillat ;
- King's X ;
- Emma Bunton ;
- Ghost sur l'édition japonaise de leur premier album Opus Eponymous en 2010 ;
- Demi Lovato en duo avec Naya Rivera dans l'épisode 2 de la saison 5 de Glee ;
- Tom Rosenthal (sous son pseudonyme Edith Whiskers) pour son album de reprises Stop Stealing The Covers! (2020) ;
- Baptiste Trotignon, couplée avec Norwegian Wood, sur son album de reprises instrumentales Brexit Music (2023).

La chanson est reprise en 1998 dans le film À nous quatre avec Lindsay Lohan, en 2007 dans le film Bee Movie, et en 2009 dans Imagine That.
Le groupe Blur fait une référence dans un couplet de la chanson Sweet Song.
L'astronome Carl Sagan a proposé que la chanson soit retenue pour le Voyager Golden Record. Ce projet soutenu par les Beatles fut abandonné, la maison de disques EMI ne donnant pas son accord.

## Structure musicale
George Harrison est le chanteur de ce titre et s’accompagne également à la guitare acoustique et à l’orgue Hammond. Il place un capodastre sur la septième frette de sa guitare pour obtenir une tonalité en la majeur : variations sur la position "ouverte" de ré majeur puis position de sol et de la majeur pour les couplets (soit tonalités de la, ré et mi) avec passage sur la position de mi majeur (tonalité de si) à la fin des couplets. il avait déjà utilisé ce procédé sur une chanson de l’album Rubber Soul, If I Needed Someone, jouée dans la même tonalité. Le refrain (notamment la section avec le synthétiseur) utilise une mesure 11/8 peu commune à la musique populaire.

## Clip
Un vidéoclip de la chanson a été publié le 26 septembre 2019 afin de faire la promotion de la réédition du cinquantenaire de l'album Abbey Road. Réalisé par Alasdair Brotherston et Jock Mooney, connu sous le nom Alasdair + Jock, et produit par Maria Manton, tous de la boîte londonienne Trunk Animation, le clip montre les instruments des Beatles dans le studio 2 des studios Abbey Road devant un soleil qui se lève, monté avec des animations et des photos tirées des archives d'Apple et d'autres prises par Linda McCartney, offertes par son mari. On y voit aussi des séquences filmées, tournés par elle, lors des dernières séances photo du groupe. C'est la dernière fois que le groupe sera filmé tous ensemble.

## Fiche technique

### Interprètes
- George Harrison : chant, guitare acoustique, et électrique, synthétiseur Moog
- Paul McCartney : chœurs, basse
- Ringo Starr : batterie
- George Martin : orchestration